# 16 janvier 1968
Le mardi 16 janvier 1968 est le 16e jour de l'année 1968.

## Naissances
- Éric Pinard, joueur de hockey sur glace français
- Atticus Ross, compositeur britannique
- Danni Ashe, actrice pornographique américaine
- David Chokachi, acteur américain
- Domenico Olivieri, footballeur belge
- Fabijan Komljenović, footballeur croate
- Jürg Stahl, politicien suisse
- Mònica Terribas i Sala
- Miloš Bok, compositeur tchèque
- Pavel Janáček, historien de la littérature tchèque et critique littéraire
- Richard Wallace, joueur de rugby
- Stephan Pastis, dessinateur américain de comic strips

## Décès
- Célestin Espanet (né le 8 décembre 1881)
- Charles Tiebout (né le 12 octobre 1924), économiste et géographe américain
- François Huet (né le 16 août 1905), officier général français et le chef militaire du maquis du Vercors
- John Davidson (né le 25 décembre 1886), acteur américain (1886-1968)
- Panagiótis Poulítsas (né le 21 septembre 1881), homme politique grec